# Dörnick
Dörnick là một đô thị thuộc huyện Plön, trong bang Schleswig-Holstein, nước Đức. Đô thị Dörnick có diện tích 4,3 km², dân số thời điểm 31 tháng 12 năm 2006 là 266 người.